# Sarun Promkaew
Sarun Promkaew (thailändisch ศรัณย์ พรมแก้ว, * 15. Februar 1982 in Nong Khai) ist ein ehemaliger thailändischer Fußballspieler.

## Karriere
Sarun Promkaew stand von 2001 bis 2008 beim FC Krung Thai Bank unter Vertrag. Wo er vorher gespielt hat, ist unbekannt. Der Verein aus der thailändischen Hauptstadt Bangkok spielte in der ersten Liga, der Thai Premier League. 2003 und 2004 wurde er mit dem Verein thailändischer Meister. 2009 wechselte er zum Ligakonkurrenten Bangkok Glass. Mit dem Bangkoker Verein gewann er 2010 den Singapore Cup. Das Spiel gegen die Tampines Rovers gewann man mit 1:0. Bei Bangkok Glass stand er bis 2012 unter Vertrag. 2013 unterschrieb er einen Vertrag beim ebenfalls in der ersten Liga spielenden Chiangrai United. Für den Verein aus Chiangrai spielte er 37-mal in der ersten Liga. Ende 2015 wurde sein Vertrag in Chiangrai nicht verlängert. Von Anfang 2016 bis Mitte 2016 war er vertrags- und vereinslos. Am 1. Juli 2016 verpflichtete ihn der Zweitligist Chiangmai FC für die Rückserie. Für den Klub aus Chiangmai spielte er in der zweiten Liga, der Thai Premier League Division 1.
Am 1. Januar 2017 beendete Sarun Promkaew seine Karriere als Fußballspieler.

## Erfolge
FC Krung Thai Bank
- Thai Premier League: 2003, 2004

Bangkok Glass
- Thai Super Cup: 2009
- Singapore Cup: 2010